# عقدة جذرية ظهرية
العقدة الجذرية الظهرية (أو العقدة النخاعية؛ وتعرف أيضًا بعقدة الجذر الخلفي) (بالإنجليزية: Dorsal root ganglion)‏ هي مجموعة من الأعصاب (عقدة) في الجذر الخلفي من العصب الشوكي. تقع أجسام الخلية الخاصة بأعصاب الإحساس المعروفة باسم أعصاب الرتبة الأولى في العقد الجذرية الظهرية.
تعرف المحاور العصبية الموجودة في أعصاب العقد الجذرية الظهرية باسم الأعصاب الواردة. تشير الأعصاب الواردة في الجهاز العصبي الطرفي إلى المحاور العصبية التي تنقل المعلومات الحسية إلى الجهاز العصبي المركزي (مثل: الدماغ والحبل الشوكي).

## التركيب
تعتبر الأعصاب ذات العقدة الجذرية الظهرية من النوع أحادي القطب الزائف، وهذا يعني أن لديها جسم خلية (سوما) مع فرعين يعملان كمحور عصبي واحد، وعادة يشار إليها بعملية قاصية وعملية قريبة.
وخلافًا لغالبية الأعصاب الموجودة في الجهاز العصبي المركزي، يمكن أن يبدأ جهد الفعل في عصب عقدة الجذر الخلفي في عملية بعيدة في الأطراف وتلتف حول جسم الخلية وتستمر في الإنتشار على طول العملية القريبة حتى تصل إلى التشابك النهائي في القرن الخلفي من النخاع الشوكي.

### القسم البعيد
يمكن للقسم البعيد من المحور العصبي أن يكون نهاية عصبية عارية أو مغلف بتركيب يساعد في نقل معلومات محددة إلى العصب. يوجد مثالين حيث تكون النهاية العصبية للعملية البعيدة مغلفة مثل:
- جسيمات ميسنر والتي تجعل العمليات البعيدة للأعصاب الميكانيكية الحسية حساسة للسكتة فقط.
- جسيمات باتشيني والتي تجعل الأعصاب أكثر حساسية للإهتزاز.[3]

### الموقع
تقع العقد الجذرية الظهرية في الثقب بين الفقرات. تنضم جذور عصب الجبل الشوكي الأمامي والخلفي بالكاد من الوراء (جانبي) حيث موقع العقدة الجذرية الظهرية.

### النمو
تنمو العقد الجذرية الظهرية في الجنين من خلايا العرف العصبي وليس من الأنبوبة العصبية. ومن ثَم تعتبر العقد الشوكية هي المادة الرمادية للحبل الشوكي والتي انتقلت إلى الأطراف.

## الوظيفة

### إدراك الألم
يتم التعبير عن المستقبلات الحسية المرتبطة بالبروتين ج بواسطة الأعصاب الحسية الجذرية الظهرية (DGR) والتي يمكن أن تلعب دورًا في الأحماض المستحثة لإدراك الألم.

### القنوات الميكانيكية الحسية
تمتلك النهايات العصبية لأعصاب العقدة الجذرية الظهرية أنواع من المستقبلات الحسية التي تنشط بواسطة المحفزات الميكانيكية والحرارية والكيميائية والضارة. وفي هذه الأعصاب الحسية تم التعرف على مجموعة من القنوات الأيونية والتي يعتقد أنها مسئولة عن التنبيغ الجسدي الحسي. ويؤدي الضغط على العقدة الجذرية الظهرية بواسطة محفز ميكانيكي إلى تقليل عتبة الجهد الكهربي اللازمة لإثارة استجابة ما ويسبب طرد جهود الفعل. يمكن للطرد أن يستمر حتى بعد إزالة المحفز.
وقد وجد نوعين مختلفين من القنوات الميكانيكية الحسية الأيونية في أعصاب العقدة الجذرية الخلفية. وتم تصنيف القناتين بصورة عامة كعتبة عالية (HT) أو عتبة منخفضة (LT). وكما توحي أسماؤهما، فهما لديهما عتبات مختلفة كما لديهما حساسيات مختلفة للضغط. تعد هذه من القنوات الموجبة حيث يظهر نشاطها ليتم تنظيمه بواسطة عمل مخصوص من هيكل الخلية وهيكل الخلية مرتبط بالبروتينات. يعد وجود هذه القنوات في العقدة الجذرية الخلفية سببًا لاعتقاد أن الأعصاب الحسية الأخري تحتوي عليهم أيضًا.

### القنوات الميكانيكية الحسية ذات العتبة العالية
يحتمل أن تمتلك القنوات ذات العتبة العالية دورًا في إدراك الألم. حيث توجد هذه القنوات على الأغلب في الأعصاب الحسية الأصغر حجمًا في خلايا العقدة الجذرية الظهرية وتنشط بواسطة الضغوط العالية، صفتان تميزان مستقبلات الألم. وأيضًا تقل عتبة القنوات ذات العتبات العالية (HT) في وجود بروستاجلايدين إي 2 (وهو مركب يجعل الأعصاب حساسة للمؤثرات العصبية وفرط التألم الميكانيكي) وعلاوة على ذلك يدعم دورًا للقنوات ذات العتبات العالية في تحويل المؤثر الميكانيكي إلى إشارات عصبية لإداك الألم.

### التحكم قبل المشبك
يحدث التنظيم قبل المشبك الموجود في النهاية العصبية الظهرية التي تصب في الحبل الشوكي من خلال أنواع محددة من مستقبلات غابا-أ ولكن ليس من خلال تنشيط مستقبلات الجلايسين والتي تغيب في هذه الأنواع من النهايات. ولذلك يمكن مستقبلات غابا-أ وليس مستقبلات الجلايسين أن تتحكم قبل المشبك في إدراك الألم ونقل الألم.

## معرض صور

النخاع الشوكي
تكوين العصب الشوكي من الجذور الخلفية والأمامية
مخطط يظهر تركيب العصب النخاعي النموذجي

## وصلات خارجية
- شكل تشريحي: 02:04-09 على موقع مركز سوني دونستات الطبي (تشريح بشري عبر الإنترنت).
- صور نسيجية: 04401loa — نظام تعلم علم الأنسجة في جامعة بوسطن
- صورة نموذج في جامعة ولاية أوهايو
- رسم بياني في webanatomy.net
- صورة في uwlax.edu